# Gustave Leroy-Petit
Gustave-Achille Leroy, dit Leroy-Petit, né le 16 mai 1828 à Étoutteville et mort le 4 septembre 1903 à Rouen, est un homme politique français.

## Biographie
Né le 16 mai 1828 à Étoutteville, Gustave-Achile (avec un seul « l » à l'état civil) Leroy est le fils de Marie-Désirée Leroy, née Caufourier, et d'André-Éloi Leroy, tous deux lamiers.
Le 22 mars 1859, Gustave Leroy prend la direction d'une institution secondaire libre à Rouen, au 15bis de la rue de l'Avalasse, où seront accueillis des lycéens, parmi lesquels figure le futur écrivain Guy de Maupassant, bachelier en 1869. Le 16 août 1859, Gustave Leroy épouse Cléophée-Rosine Petit (1831-1898). Désormais appelé « Leroy-Petit », il dirige son établissement jusqu'au 1er août 1877. La pension Leroy-Petit est ensuite reprise par son neveu, Albert Marc, dit Marc-Guernet.

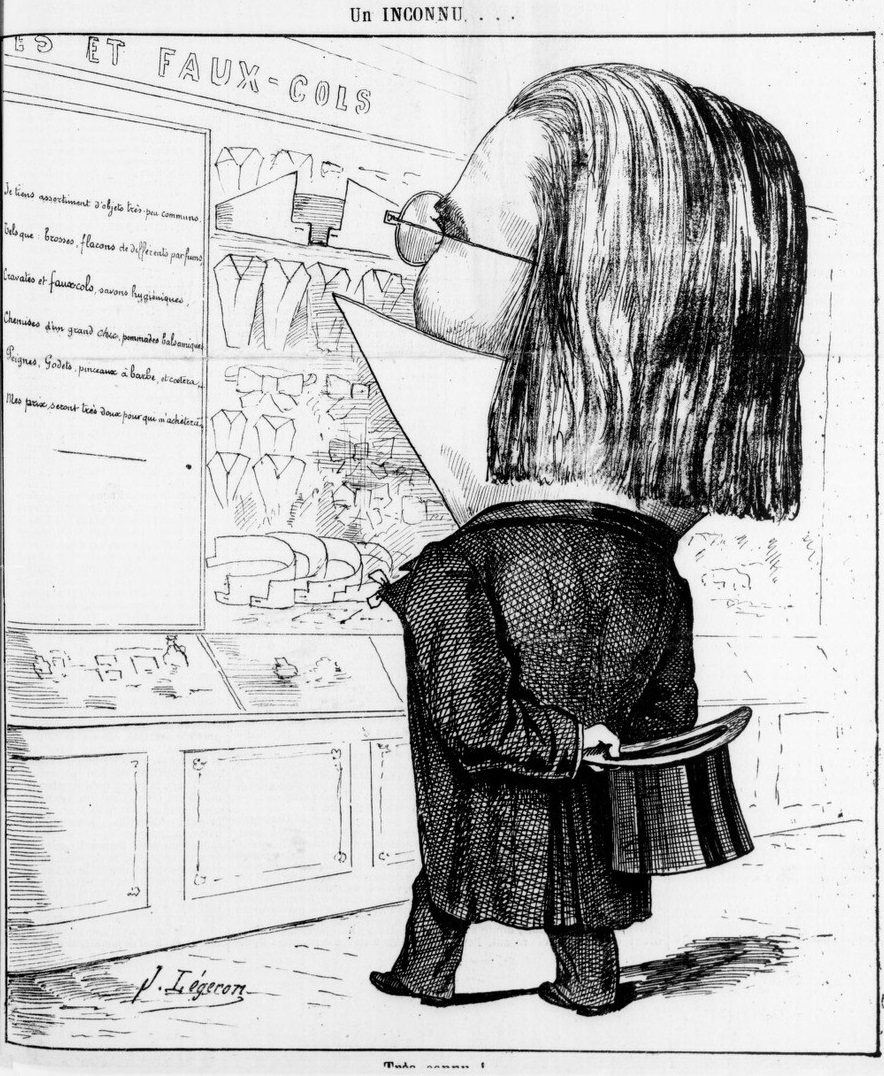
Caricature de Leroy-Petit par Jean Légeron (La Cloche d'argent, 20 mai 1883).

Élu conseiller municipal de Rouen le 6 janvier 1878, Leroy-Petit est nommé 5e adjoint au maire Alexandre Barrabé la même année, puis 1er adjoint après sa réélection, en 1881. Adjoint délégué à l'Instruction publique et aux Beaux-Arts, il prend une part active à la création et à l'organisation laïque de plusieurs établissements scolaires. À ce titre, le ministre de l'Instruction publique Jules Ferry lui décerne les palmes d'officier d'académie le 14 juillet 1880. Le 14 avril 1881, il le nomme également membre du conseil académique de Caen, dont il avait déjà fait partie entre 1859 et 1877. Le 6 novembre 1882, il est nommé chevalier de la Légion d'honneur, ordre dans lequel il sera promu officier le 11 décembre 1900.
Le maire de Rouen Louis Ricard ayant démissionné de son mandat municipal après son élection à la chambre des députés, Leroy-Petit est nommé maire par intérim le 14 janvier 1886. Le 26 février suivant, il décline le poste de maire, auquel est élu Maurice Lebon. Leroy-Petit redevient alors simple conseiller municipal et le reste jusqu'à la fin du mandat, en mai 1888.
Le 21 décembre 1888, il est nommé inspecteur départemental de l'enseignement technique pour l'arrondissement de Rouen. C'est à ce titre qu'il est nommé membre du conseil supérieur de l'enseignement technique en 1892. 
Veuf depuis 1898, Gustave Leroy-Petit meurt le 4 septembre 1903 en son domicile du no 12 de la rue de l'Avalasse,. Ses obsèques sont célébrées dans l'église Saint-Romain de Rouen et il est inhumé au cimetière monumental de Rouen. La ville de Rouen lui rend hommage la même année en donnant son nom à une école (démolie lors de la construction du pont Mathilde, dans les années 1970).

## Distinctions
- Officier d'académie (1880)
- Officier de la Légion d'honneur (1900). Il est fait officier par Georges Mastier, préfet de la Seine-Inférieure, le 10 mars 1901. Il est nommé chevalier de la Légion d'honneur en 1882.